# Theodor Dosužkov
Theodor Dosužkov (ros. Фёдор Николаевич Досужков; ur. 25 stycznia 1899 w Baku, zm. 19 stycznia 1982 w Pradze) – rosyjsko-czechosłowacki lekarz psychiatra, neurolog i psychoanalityk.

## Życie i działalność
Studiował medycynę w Pradze od 1921 do 1927. Po otrzymaniu tytułu doktora medycyny specjalizował się w neurologii i psychiatrii w klinice Ladislava Haškovca. Pod wpływem Nikołaja Osipowa zajął się psychoanalizą, której uczył się pod okiem Annie Reich i Ottona Fenichela. W 1934 otworzył własną klinikę psychoanalityczną. Po wojnie założył w Pradze Towarzystwo Studiów nad Psychoanalizą.
Jego córką jest psychoanalityczka Eugenia Fischer (1921-).

## Wybrane prace
- A Case of the Davidenkoff's Hormetonia At An Extravasation into the Cerebral Ventricles. Journal of Nervous & Mental Disease (1930)